# Hitzedraht
Ein Hitzdraht ist ein Heizelement, dessen temperaturabhängiger elektrischer Widerstand oder dessen Wärmeausdehnung messtechnisch verwendet wird in
- Hitzdrahtmesswerken zur Messung der elektrischen Stromstärke,
- Hitzdrahtanemometern zur Messung von Strömungsgeschwindigkeiten,
- Schnelleempfängern zur Messung der Schallschnelle.